# Reising M50
La Reising M50 est un pistolet-mitrailleur fabriquée aux États-Unis de 1941 à 1945

## Historique
En 1938, la Thompson devient la mitraillette standard pour l’ensemble des forces armées des États-Unis. Celle-ci présente toutefois l’inconvénient, en cas de guerre totale, d’être assez sophistiquée, et par conséquent longue et coûteuse à fabriquer. Conscient que leur pays risque d’être attiré dans la Seconde Guerre mondiale, l’US Army publie en février 1941 les caractéristiques d’une nouvelle arme devant être simple à produire, sur le modèle de la Sten britannique. L’US Army commence les travaux de développement avec George Hyde, mais ceux-ci se prolongent. L’United States Marine Corps, inquiet de la probabilité de plus en plus élevée d’un conflit dans le Pacifique, lance ses propres essais pendant l’été 1941.
L’USMC se tourne vers une arme déjà existante, le Reising Model 50, déjà testé par l’Ordnance Department de l’US Army en juillet 1941. Les Marines réalisent leurs propres essais au mois d’août, desquels il ressort que l’arme est légère et précise, mais a des problèmes de fiabilité, notamment lorsqu’elle est exposée au sable. Bien que l’arme ne donne pas entièrement satisfaction, l’entrée en guerre des États-Unis incite la Navy à l’adopter et à commander deux mille exemplaires d’une variante à crosse pliable, le Reising Model 55, en février 1942.
Au total l’USMC commande un total de 46 500 Model50 et 33 500 Model55, auxquels s’ajoutent peut-être trois mille unités dont la destination n’est pas clairement établie. Ces armes sont distribuées à hauteur de cinq cent par régiment d’infanterie, mais, en raison des problèmes de fiabilité, le Reising est progressivement remplacé par la carabine M1 à mesure que celle-ci devient disponible. À la fin de l’année 1943, les M50 et M55 sont retirés du service dans la Fleet Marine Force. Elles ne sont alors plus qu’utilisées pour les détachements gardant les navires ancrés aux États-Unis ainsi que par l’United States Coast Guard.
En dehors des États-Unis, les principaux utilisateurs du M50 ont été l’URSS avec six mille exemplaires commandés et la Grande-Bretagne, qui en a acheté deux mille. Quelques exemplaires ont aussi été fournis aux groupes de résistants en Europe. Au total 114 216 exemplaires des versions M50 et M55 ont été produits.

## Caractéristique
La Reising a la particularité de tirer culasse fermée, ce qui la distingue de la plupart des pistolets-mitrailleurs qui lui sont contemporain, qui tirent culasse ouverte. Cette caractéristique lui permet d’être plus légère, ce qui, combiné à la puissance de la cartouche de .45 ACP, a toutefois l’inconvénient de la rendre difficilement contrôlable en tir automatique. La mécanique est également plus complexe, la culasse devant être verrouillée, ce qui pose des problèmes de fiabilité : il est courant que sur les plages du Pacifique, du sable entre dans le système de verrouillage de la culasse et bloque celui-ci.
L’arme utilise initialement des magasins de vingt cartouches, lesquelles sont disposées sur deux colonnes pour que le magasin ne soit pas d’une longueur excessive. Ce système se révèle toutefois rapidement peu fiable et un magasin à une seule colonne est finalement adopté, au prix toutefois d’une réduction de la contenance à douze cartouches, réduisant considérablement la puissance de feu de l’arme.